# Erbaut
Erbaut est une section de la commune belge de Jurbise située en Région wallonne dans la province de Hainaut. C'était une commune à part entière avant la fusion des communes de 1977

## Évolution démographique
- Sources : INS, Rem. : 1831 jusqu'en 1970 = recensements, 1976 = nombre d'habitants au 31 décembre.

## Liste des bourgmestres de 1830 à 1977
- René Geva, de 1963 à 1976.

## Galerie

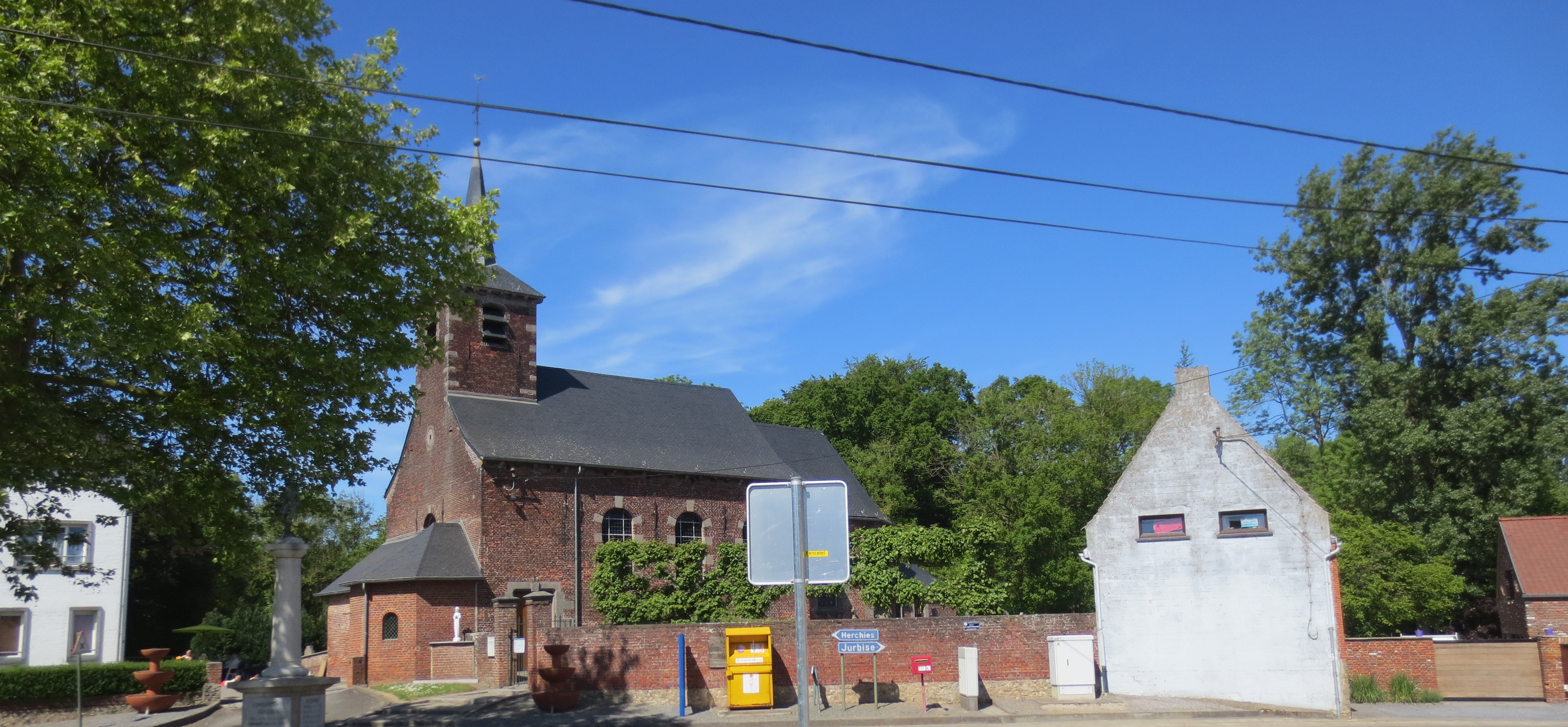
La place.
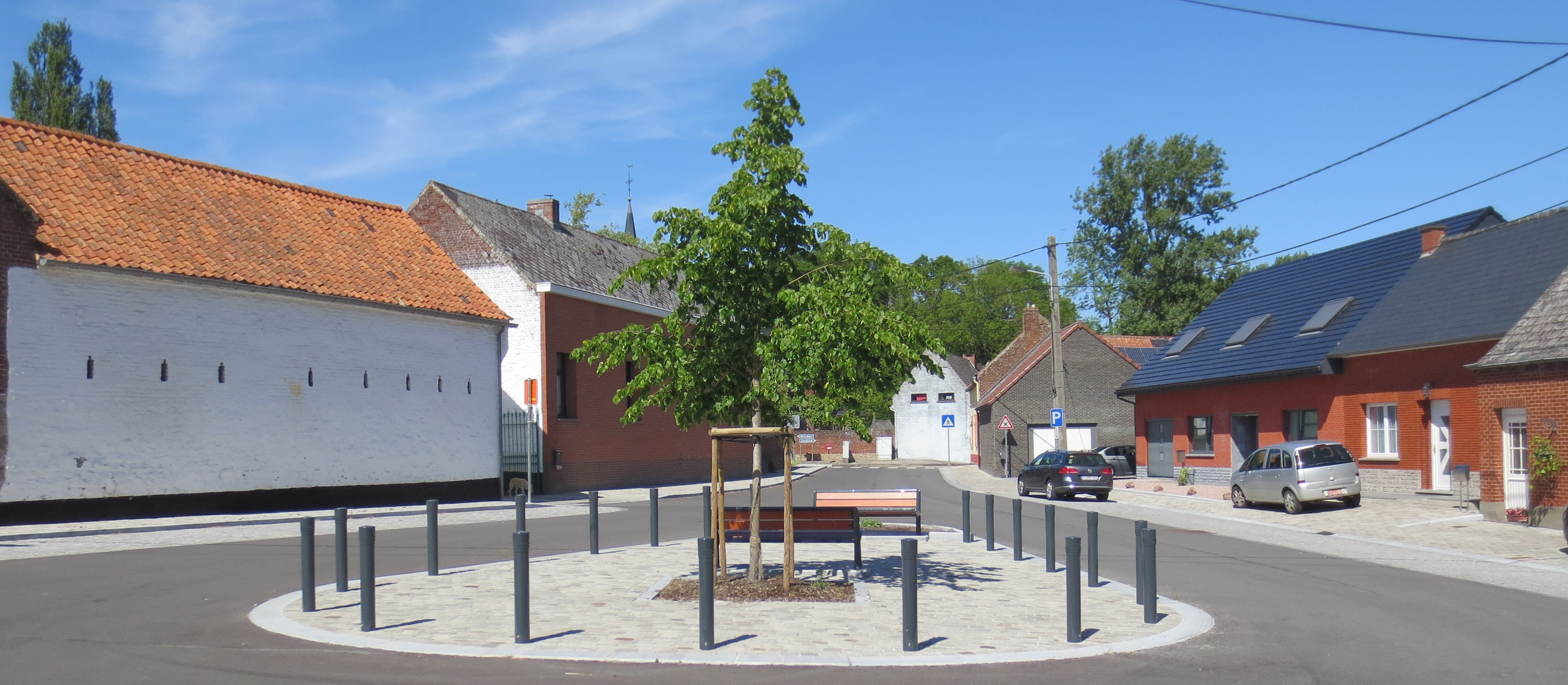
Le rond-point.
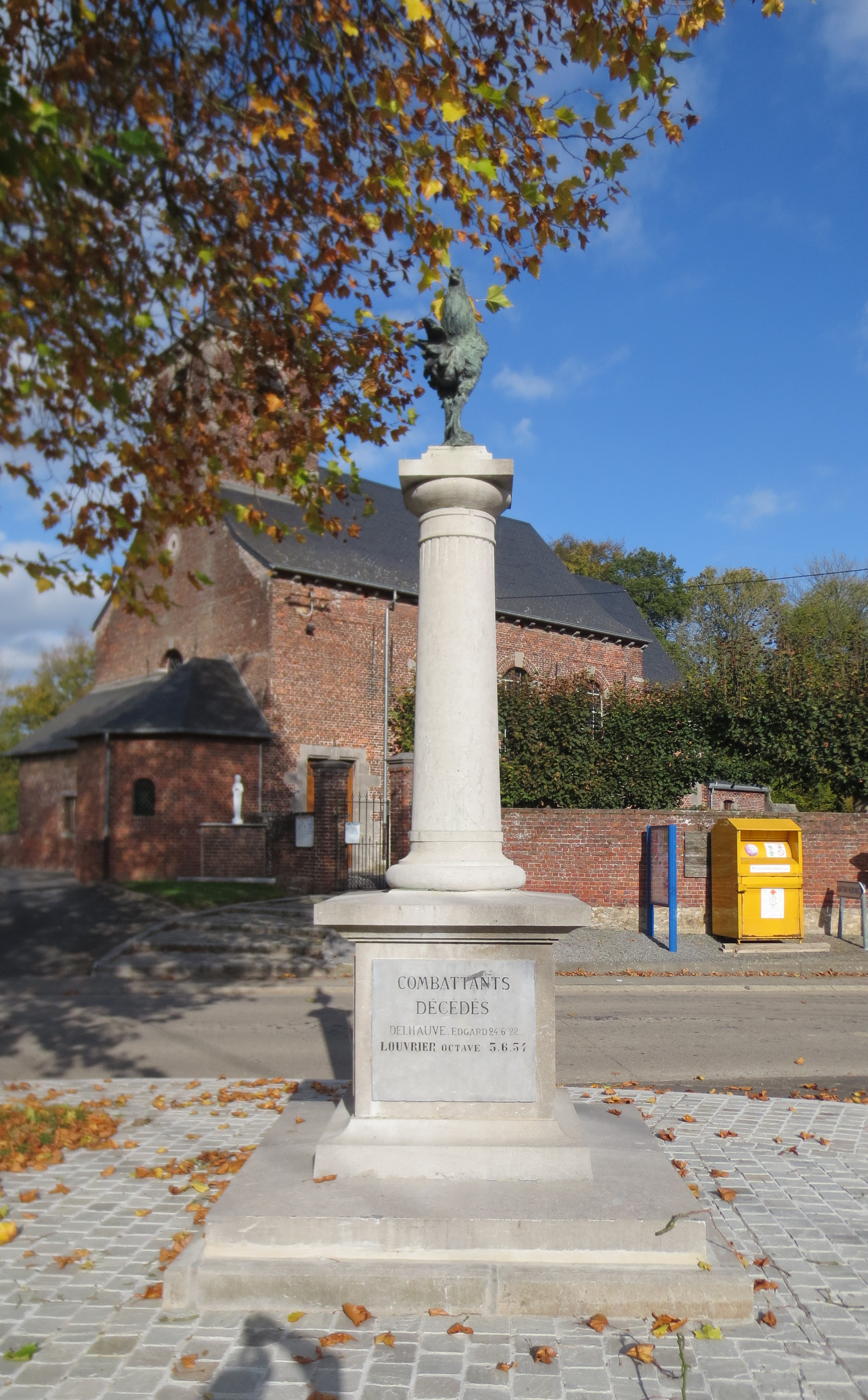
Le monument aux morts.

## Personnalités liées
- L'Abbé Liévin Thésin (1883-1972), prêtre, résistant et espion de la Première Guerre mondiale.